# Alexandra Shulman
Pour les articles homonymes, voir Shulman.
Alexandra Shulman est une journaliste anglaise à Londres née le 13 novembre 1957. Elle est la rédactrice en chef du British Vogue, de 1992 à 2017, remplacée par Edward Enninful.

## Biographie
Alexandra Shulman est née en 1957 d'un père critique et d'une mère écrivain et a commencé sa carrière de journaliste en 1982 au magazine Tatler. Diplômée d'anthropologie sociale, passionnée de littérature, elle a ensuite travaillé pour d'autres le Sunday Telegraph avant d'intégrer Vogue puis GQ, dont elle est la rédactrice en chef de 1990 à 1992.
Cette année-là, elle retourne à Londres chez Vogue en tant que rédactrice en chef, remplaçant dans cette fonction Elizabeth Tilberis, et parvient à faire augmenter les ventes avec une diffusion de 200 000 numéros par mois. Elle reste rédactrice en chef pendant un quart de siècle, jusqu'en avril 2017, où elle est remplacée par Edward Enninful. 
Alexandra Shulman, en tant que rédactrice en chef de ce magazine, s'est illustrée par le choix des images, en privilégiant des photographes comme Nigel Shafran, Corinne Day, Nick Knight, Juergen Teller ou Tim Walker. Elle a aussi renforcé la place accordée à la culture et aux textes, en faisant appel à des plumes comme la reporter de guerre Marie Colvin et la journaliste en gastronomie Nigella Lawson, et de nombreuses pages consacrées au monde de l’art. Sous son impulsion, l’esprit de Vogue est redevenu celui des quartiers branchés de l’ouest de Londres, les quartiers historiques du magazine anglais. Des Unes ont aussi marqué les esprits, tel le Special Millenium de décembre 1999, avec une mise en page simpliste et une couverture réfléchissante en miroir. Alexandra Shulman avait par ailleurs une certaine aversion pour les couvertures dédiées aux célébrités, même si elle a succombé à cette facilité quelquefois, avec notamment une photographie de la Princesse Diana en  robe rouge par Patrick Demarchelier en octobre 1997.

## Vie privée
Alexandra Shulman a été mariée à l'écrivain américain Paul Spike. Ils ont un fils.